# مارماهی‌های خاردار ژرف‌زی
مارماهیان خاردار ژرف‌زی یا پُشت‌خارگان (نام علمی: Notacanthidae) نام یک تیره از راسته پشت‌خاره‌سانان است.